# Escritório das Nações Unidas para a Coordenação de Assuntos Humanitários

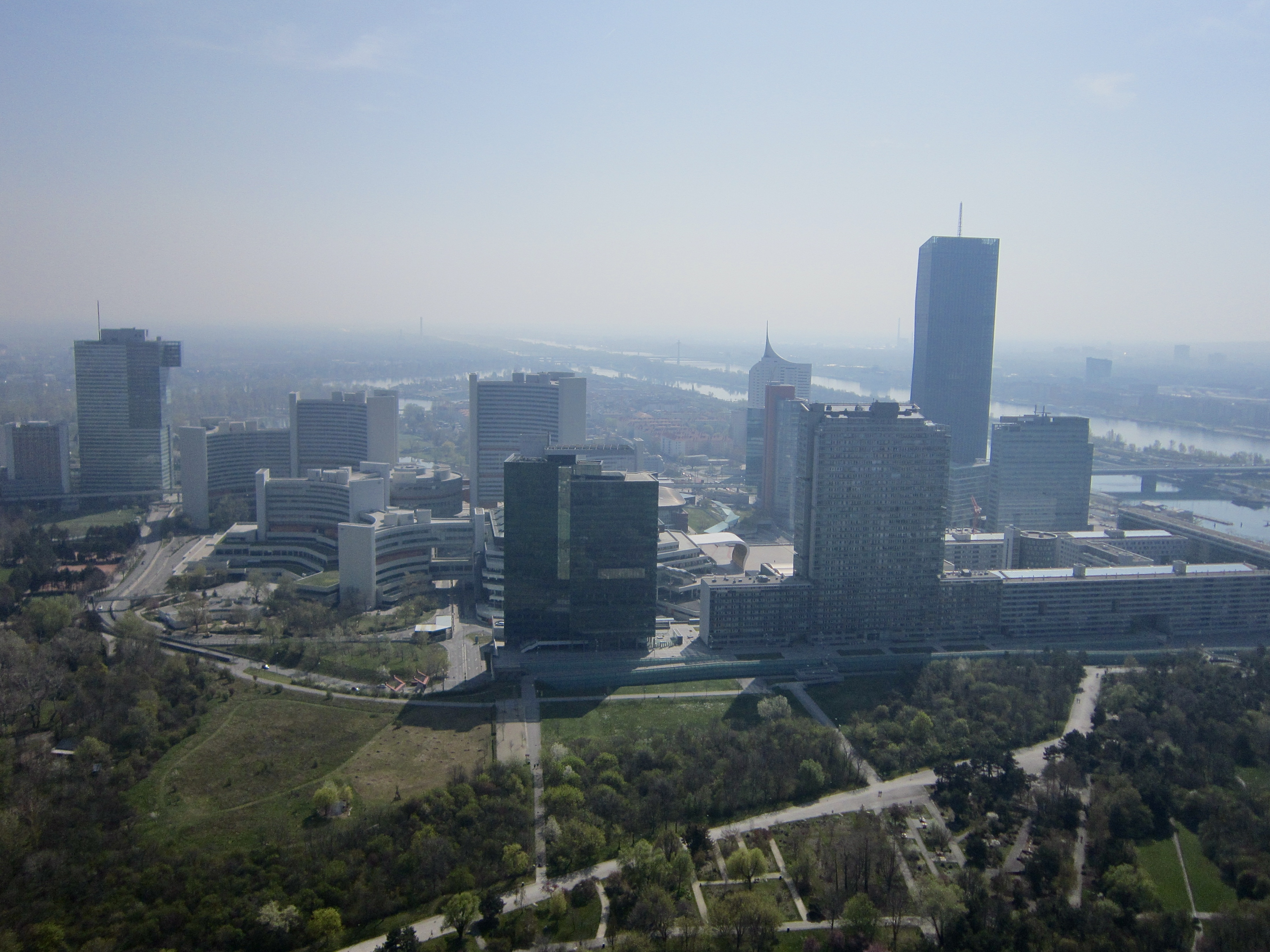
Escritória das Nações Unidas em Viena

O Escritório das Nações Unidas para a Coordenação de Assuntos Humanitários (ENUCAH) é um órgão das Nações Unidas formado em dezembro de 1991, através da Resolução 46/182 da Assembléia Geral. A resolução teve como propósito aumentar a capacidade de resposta da ONU a emergências e desastres naturais.
O ENUCAH serve tanto às agências da ONU como a organizações não governamentais nas questões humanitárias.  É subordinado ao Secretário-geral-adjunto para Assuntos Humanitários das Nações Unidas, cargo atualmente exercido pelo diplomata britânico John Holmes, e conta com 1.064 funcionários, distribuídos pelo mundo.  Os principais escritórios do ENUCAH estão localizados nos seguintes países: Afeganistão, Burundi, República Centro Africana, Chade, Colômbia, República Democrática do Congo, Guiné, Costa do Marfim,  Territórios Palestinos Ocupados, Sri Lanca  e Sudão. Os escritórios regionais são localizados em Panamá, Dacar, Nairobi, Joanesburgo, Dubai e Bancoque. O ENUCAH também tem equipes de ligação e apoio em Nova Iorque e em Genebra.